# Intesa
Un'intesa è un accordo fra lo Stato italiano e una confessione religiosa differente dalla religione cattolica. L'accordo consiste in atti contrattuali stipulati ed elaborati all'interno dell'ordinamento statuale tra soggetti qualitativamente ineguali. È prevista dall'art.8 della Costituzione.
Sebbene le intese siano uno strumento finalizzato ad equiparare sul piano formale le altre confessioni religiose a quella cattolica all'interno dello Stato italiano, sono tuttavia uno strumento nettamente diverso dal trattato che fa parte dei Patti Lateranensi, essendo quest'ultimo un atto internazionale stipulato da due soggetti entrambi sovrani; le intese invece sono atti interni dell'ordinamento stipulati tra lo Stato, sovrano, e le confessioni che invece non lo sono.
L'intesa pertanto è un contratto interno di diritto pubblico, per il quale lo Stato non ha nessuna responsabilità internazionale.

## Stipulazione dell'intesa
La prima fase per il raggiungimento di un'intesa è la trattativa, che inizia e si sviluppa a livello governativo (e non amministrativo come il semplice riconoscimento), tra la Commissione per le intese istituita dal Governo e dalla rappresentanza nazionale della relativa confessione che deve presentare un progetto d'intesa, il quale viene valutato ed eventualmente rivisto o approvato dalla Commissione. Dopodiché il testo viene firmato dal rappresentante confessionale e dal sottosegretario alla Presidenza del Consiglio, per poi essere presentato alle Camere.
La particolarità del disegno di legge è che può essere accettato o respinto dal Parlamento, ma non emendato, ovviamente per non approvare un accordo difforme da quanto accettato dalla confessione religiosa. Nel caso di non approvazione da parte delle Camere, totale o parziale, il testo torna al Governo che deve riaprire le trattative con la confessione per eventuali e ulteriori modifiche.
Una volta approvata la legge, si crea una fonte atipica, in quanto è una fonte rinforzata che non può essere abrogata se non con il consenso bilaterale delle due parti in oggetto, ovvero Stato e confessione religiosa. Tuttavia sono nettamente differenti anche in questo caso dai Patti Lateranensi, in quanto sono sottoposte sempre e comunque al sindacato di costituzionalità.

## Intese stipulate
- Chiesa evangelica valdese, legge 11 agosto 1984 n° 449
- Unione italiana delle Chiese cristiane avventiste, legge 22 novembre 1988 n° 516
- Assemblee di Dio in Italia (pentecostali), legge 22 novembre 1988 n° 517
- Unione delle comunità ebraiche italiane, legge 8 marzo 1989 n° 101
- Chiesa evangelica luterana in Italia, 20 aprile 1993
- Unione cristiana evangelica battista d'Italia, 29 marzo 1993
- Arcidiocesi d'Italia ed esarcato per l'Europa meridionale (ortodossi), legge 30 luglio 2012 n° 126
- Chiesa di Gesù Cristo dei santi degli ultimi giorni (mormoni), legge 30 luglio 2012 n° 127
- Chiesa apostolica in Italia, legge 30 luglio 2012 n° 128
- Unione buddhista italiana, legge 31 dicembre 2012 n° 245
- Unione induista italiana, legge 31 dicembre 2012 n° 246
- Istituto buddista italiano Soka Gakkai (IBISG), legge 28 giugno 2016 n°130
- Associazione Chiesa d'Inghilterra, legge 240 del 29 dicembre 2021[1]

## Intese firmate e mai perfezionate
In alcuni casi, come ad esempio con l'UCOII, non si è ancora riusciti ad arrivare ad una bozza di intesa nonostante l'apertura delle trattative, mentre in altri, esse sono state firmate ma successivamente non sono perfezionate dal parlamento, e pertanto non sono mai entrate in vigore:
- Congregazione cristiana dei testimoni di Geova (conclusa il 20 marzo 2000, revisione conclusa il 4 aprile 2007).
- terza revisione dell'intesa con l'Unione delle Chiese cristiane avventiste del settimo giorno (conclusa il 23 aprile 2004, revisione conclusa il 4 aprile 2007)
- terza revisione dell'intesa con la Tavola Valdese (conclusa il 27 maggio 2005, revisione conclusa il 4 aprile 2007).